# Batrachorhina kivuensis
Batrachorhina kivuensis là một loài bọ cánh cứng trong họ Cerambycidae.